# Eleccions al Parlament de Catalunya de 2003
Les eleccions al Parlament de Catalunya de 2003 corresponents a la VII legislatura del període democràtic van estar convocades el 23 de setembre i es van celebrar el dia 16 de novembre de 2003 per elegir els 135 diputats de la cambra catalana.
Aquestes eleccions van representar un repte per les formacions catalanes degut a la decisió de Jordi Pujol de no presentar-se com a cap de llista i retirar-se de la política activa, després de vint-i-tres anys ocupant la presidència de la Generalitat i d'haver guanyat consecutivament els sis comicis als quals s'havia presentat al capdavant de la federació de CiU.
La cita electoral va ser retransmesa en un programa especial de TV3, presentat per Ramon Rovira, Carme Ros i Carles Francino, que va obtenir una audiència rècord de 821.000 espectadors i el 35,8% de quota de pantalla.

## Context polític
La retirada de Jordi Pujol com a cap de llista per Convergència i Unió va donar pas a Artur Mas, aleshores era Conseller en Cap (anomenat irònicament «el delfí»), com a culminació d'un llarg procés successori. Mas va ser nomenat candidat el novembre de 2002 amb el repte d'aconseguir assolir el lideratge i mantenir el control sobre la política interna de la federació entre Convergència Democràtica de Catalunya i Unió Democràtica de Catalunya, que s'havia creat el desembre de 2001 per donar més estabilitat a la coalició electoral que ja formaven ambdós partits.
La coalició formada pel PSC i Ciutadans pel Canvi, liderada per Pasqual Maragall, es trobava en una difícil situació després d'haver aconseguit superar a CiU en nombre de vots a les eleccions de 1999, però havent obtingut quatre diputats menys a conseqüència de l'asimetria territorial. Maragall en la seva última oportunitat per assolir la presidència de la Generalitat de Catalunya havia d'aconseguir concretar el canvi que havia promès quatre anys abans, però que no li havia permès formar govern.
ERC havia aconseguit millorar els seus resultats electorals de forma constant des de 1988 i s'estava convertint en una força política capaç de trencar el bipartidisme imperant des del restabliment de la democràcia.
El PP de Catalunya reemplaçava com a cap de llista a Alberto Fernández Díaz per l'aleshores ministre Josep Piqué i Camps, que va abandonar la cartera de Ciència i Tecnologia per assumir la presidència del grup Popular català. L'aposta de Piqué passava per millorar els resultats de 1999, molt inferiors als del 95 i donar viabilitat al projecte català del PP, que havia donat suport des de l'oposició al govern de Jordi Pujol.
ICV es presentava en coalició amb els Verds i EUiA, sota el lideratge de Joan Saura, que era president d'ICV des del febrer de 2002. D'aquesta manera, i renovant el discurs ecosocialista, ICV s'allunyava de la coalició amb què s'havia presentat quatre anys abans amb PSC i CpC a les demarcacions de Tarragona, Lleida i Girona.

## Campanya electoral
Els canvis en el cartell electoral dels diferents partits van precipitar l'inici de la precampanya molt abans de la seva convocatòria, i que el president Pujol va anunciar que les eleccions tindrien lloc entre finals d'octubre o començaments de novembre. Així mateix, les eleccions municipals que havien de tenir lloc al maig van propiciar un clima electorals creixent, que van aprofitar els diferents partits per iniciar la precampanya de cara al Parlament. La campanya electoral va tenir lloc entre el 31 d'octubre i el 14 de novembre amb una clara orientació al canvi, fent referència als vint-i-tres anys de Pujol al capdavant de la Generalitat, i a Catalunya. Al llarg de tota la campanya els sondejos assenyalaven una clara majoria socialista i un augment d'esquerra republicana, en cap cas sembla que CiU podria aconseguir sumar una majoria per governar.

### Sondejos
Les enquestes publicades als mitjans de comunicació catalans i espanyols assenyalaven, en la seva gran majoria, una clara victòria dels socialistes i auguraven un creixement d'Esquerra Republicana que passava a ser la tercera força a la cambra catalana. El principal dubte radicava en si el PSC necessitaria els vots de les altres formacions d'esquerres per formar govern. Per altra banda, en quasi cap sondeig es podia preveure una victòria de CiU amb marge suficient per formar una majoria parlamentària reeditant el Pacte del Majestic amb el Partit Popular de Catalunya o format un govern nacionalista Esquerra.
| Enquesta                                      | CiU   | PSC-CpC | PP    | ERC   | ICV-EUiA | Altres |
| --------------------------------------------- | ----- | ------- | ----- | ----- | -------- | ------ |
| El Periódico (05/10)                          | 33,0% | 37,0%   | 8,9%  | 13,3% | 5,7%     | 2,1%   |
| Projecció d'escons                            | 45/49 | 50/53   | 11/12 | 18/19 | 5        | 0      |
| Europa Press (31/10)                          | 34,0% | 34,5%   | 10,0% | 12,5% | 6,5%     | 2,5%   |
| Projecció d'escons                            | 49/50 | 47      | 12/13 | 19    | 7        | 0      |
| Agència EFE (31/10)                           | 30,0% | 35,5%   | 12,0% | 13,0% | 7,0%     | 2,5%   |
| Projecció d'escons                            | 44/46 | 49      | 16    | 17/18 | 7/8      | 0      |
| ABC (02/11)                                   | 33,2% | 36,1%   | 10,5% | 12,0% | 7,5%     | 0,7%   |
| Projecció d'escons                            | 49    | 48/49   | 13    | 18/19 | 6        | 0      |
| La Razón (05/11)                              | 31,5% | 37,1%   | 11,1% | 13,1% | 5,5%     | 1,8%   |
| Projecció d'escons                            | 45/47 | 49/50   | 14/15 | 18/19 | 6/7      | 0      |
| Centre d'Investigacions Sociològiques (07/11) | 32,4% | 34,4%   | 11,1% | 12,6% | 7,4%     | %      |
| Projecció d'escons                            | 48    | 47      | 14    | 18    | 8        | 0      |

### Lemes
Els lemes en aquestes eleccions es caracteritzaven per una orientació per Catalunya i també per una orientació al canvi, referit al fet de la trajectòria de 23 anys de govern de CIU.
CIUSí a Catalunya
ERC+ a prop
ICV-EUiAUn canvi de debò
Partit Popular de CatalunyaJo crec en Catalunya
PSCEl canvi per Catalunya

## Resultats
Malgrat que el candidat de Convergència i Unió, Artur Mas, va aconseguir el màxim nombre d'escons per a la seva formació, no va obtenir la majoria necessària per formar govern.
Per contra, es produeix un acord, anomenat Pacte del Tinell, per formar un Govern Catalanista i d'Esquerres entre el Partit dels Socialistes de Catalunya-Ciutadans pel Canvi (PSC-CpC), Esquerra Republicana de Catalunya (ERC) i Iniciativa per Catalunya Verds-Esquerra Unida i Alternativa (ICV-EUiA).
Una altra de les dades destacables d'aquestes eleccions va ser el gran ascens d'Esquerra Republicana de Catalunya que, amb un 16,5 per cent dels vots, va obtenir 23 escons i es va convertir en la tercera força política del Parlament.

### Investidura del President
El 16 de desembre de 2003 es va realitzar el debat d'investidura a President. Pasqual Maragall va ser el candidat amb suport suficient per a presentar-se en haver obtingut el suport del PSC, ERC, ICV-EUiA.
Pasqual Maragall va ser investit com a 127è President de la Generalitat de Catalunya, amb un resultat de 74 vots a favor, 61 en contra i cap abstenció, acabant un període de 23 anys de govern de Convergència i Unió.
Amb la presa de possessió del càrrec es constitueix el govern de la VII legislatura del període democràtic.

#### Taula de la investidura
| Primera Volta Majoria Absoluta (68 escons) Requerida |                |    |    |    |    |   |       |
| Candidat: Pasqual Maragall i Mira                    | Grups Polítics |    |    |    |    |   | TOTAL |
| Candidat: Pasqual Maragall i Mira                    | Sí             |    | 42 | 23 |    | 9 | 74    |
| Candidat: Pasqual Maragall i Mira                    | No             | 46 |    |    | 15 |   | 61    |
| Candidat: Pasqual Maragall i Mira                    | Abstencions    |    |    |    |    |   | 0     |
| Candidat: Pasqual Maragall i Mira                    | Absències      |    |    |    |    |   | 0     |

### Fitxa
- Escons : 135
- Electors: 5.307.837, dels què 279.530 ho feien per primera vegada en unes eleccions al Parlament.
- Vots finals: 3.319.276 (62,54%).
  - A candidatures: 3.280.271
  - En blanc : 30.212
  - Nuls : 8.793

### Resultats per candidatura
Només es presenten les candidatures amb més de 1.000 vots.
En negreta, els partits de Govern
Resum Resultats Eleccions al Parlament de Catalunya 2003
| Candidatures | Candidatures                                                           | Vots 2003 | % Vot 2003 | Parl. 2003 | Vots 1999 | % Vot 1999 | Parl. 1999 |
| ------------ | ---------------------------------------------------------------------- | --------- | ---------- | ---------- | --------- | ---------- | ---------- |
|              | Partit dels Socialistes de Catalunya-Ciutadans pel Canvi (PSC-CpC)     | 1.031.454 | 31,16      | 42         | 1.183.299 | 37,85      | 52         |
|              | Convergència i Unió (CiU)                                              | 1.024.425 | 30,94      | 46         | 1.178.420 | 37,70      | 56         |
|              | Esquerra Republicana de Catalunya (ERC)                                | 544.324   | 16,44      | 23         | 271.173   | 8,67       | 12         |
|              | Partit Popular de Catalunya (PPC)                                      | 393.399   | 11,89      | 15         | 297.265   | 9,51       | 12         |
|              | Iniciativa per Catalunya Verds-Esquerra Unida i Alternativa (ICV-EUiA) | 241.163   | 7,28       | 9          | 78.441    | 2,51       | 3          |
|              | Els Verds-Alternativa Ecologista (EV-AE)                               | 18.470    | 0,56       | 0          | 8.254     | 0,13       | 0          |
|              | Plataforma per Catalunya (PxC)                                         | 4.892     | 0,15       | 0          | -         | -          | -          |
|              | Partit Obrer Socialista Internacionalista (POSI)                       | 4.226     | 0,13       | 0          | 2.784     | 0,09       | 0          |
|              | Partit Comunista del Poble de Catalunya (PCPC)                         | 2.580     | 0,08       | 0          | -         | -          | -          |
|              | Escons Insubmisos (EI-ADD)                                             | 2.220     | 0,07       | 0          | -         | -          | -          |
|              | Estat Català (EC)                                                      | 1.890     | 0,06       | 0          | 1.774     | 0,06       | 0          |
|              | Els Verds-Alternativa Verda (EV-AV)                                    | 1.886     | 0,06       | 0          | 8.254     | 0,13       | 0          |
|              | Izquierda Republicana-Partit Republicà d'Esquerres (IR-PRE)            | 1.714     | 0,05       | 0          | -         | -          | -          |
|              | Partit Humanista de Catalunya (PHC)                                    | 1.647     | 0,05       | 0          | 1.327     | 0,04       | 0          |
|              | Una Altra Democràcia és Possible (UADP)                                | 1.386     | 0,04       | 0          | -         | -          | -          |
|              | Centro Democrático y Social (CDS)                                      | 1.073     | 0,03       | 0          | 1.161     | 0,04       | 0          |

### Diputats escollits
| CiU | PSC-CpC | ERC | Partit Popular Català | ICV-EUiA |
| Barcelona 1. Artur Mas i Gavarró 2. Josep Antoni Duran i Lleida 3. Felip Puig i Godes 4. Francesc Homs i Ferret 5. Núria de Gispert i Català 6. Ramon Camp i Batalla 7. Marta Llorens i Garcia 8. Antoni Fernàndez i Teixidó 9. Lluís M. Corominas i Díaz 10. Carme Laura Gil i Miró 11. Josefina Cambra i Giné 12. Ramon Espadaler i Parcerisas 13. M. Eugènia Cuenca i Valero 14. Lluís Recoder i Miralles 15. M. Glòria Renom i Vallbona 16. Jaume Camps i Rovira 17. Antoni Castellà i Clavé 18. Josep Rull i Andreu 19. Joan Raventós i Pujadó 20. Jordi Casas i Bedós 21. Oriol Pujol i Ferrusola 22. Carles Puigdomènech i Cantó 23. Josep Lluís Cleries i Gonzàlez 24. Francesc Homs i Molist 25. Esteve Orriols i Sendra Girona 1. Pere Macias i Arau 2. Irene Rigau i Oliver 3. Elena Ribera i Garijo 4. Josep Micaló i Aliu 5. Esteve Vilanova i Vilà 6. Eudald Casadesús i Barceló 7. Albert Riera i Pairó Lleida 1. Josep Grau i Serís 2. Josep M. Pelegrí i Aixut 3. Josep Pont i Sans 4. Francesc Xavier Ballabriga i Cases 5. Albert Batalla i Siscart 6. Agustí Lluís López i Pla 7. Anna Miranda i Torres Tarragona 1. Joan Miquel Nadal i Malé 2. Joan Carrera i Pedrol 3. Joan M. Roig i Grau 4. Carles Pellicer i Punyed 5. Josep Poblet i Tous 6. Francesc Sancho i Serena 7. Mateu Montserrat i Miquel | Barcelona 1. Pasqual Maragall i Mira 2. Manuela de Madre Ortega 3. Josep Maria Vallès i Casadevall 4. Antoni Castells i Oliveres 5. Carme Valls i Llobet 6. Miquel Iceta Llorens 7. Higini Clotas Cierco 8. Ernest Maragall i Mira 9. Carme Figueras Siñol 10. Montserrat Tura i Camafreita 11. Joan Ferran i Serafini 12. Caterina Mieras i Barceló 13. Miquel Barceló i Roca 14. Josep Maria Carbonell i Abelló 15. Teresa Serra i Majem 16. Manel Royes Vila 17. José Maria Rañé i Blasco 18. Oriol Nel·lo i Colom 19. Consol Prados i Martínez 20. Lidia Santos i Arnau 21. Alexandre Masllorens i Escubós 22. Ramon Espasa i Oliver 23. Joan Roma i Cunill 24. David Pérez i Ibáñez 25. Assumpta Baig i Torras 26. Anna del Frago i Barés 27. Flora Vilalta i Sospedra 28. Mohammed Chaib Akhdim 29. Pilar Díaz i Romero Girona 1. Joaquim Nadal i Farreras 2. Marina Geli i Fàbrega 3. Manel Nadal i Farreras 4. Carme Carretero i Romay Lleida 1. Jordi Carbonell i Sebarroja 2. Joaquim Llena i Cortina 3. Marta Camps i Torrens 4. Francés Boya Alòs Tarragona 1. Lluis Miquel Pérez Segura 2. Joan Sabaté i Borràs 3. María Teresa Carrera i González 4. Martí Carnicer i Vidal 5. Nuria Segú i Ferré | Barcelona 1. Josep-Lluís Carod-Rovira 2. Josep Huguet i Biosca 3. Pere Esteve i Abad 4. Carme Porta i Abad 5. Carles Bonet i Revés 6. Joan Ridao i Martín 7. Xavier Vendrell i Segura 8. Teresa Aragonès i Perales 9. Pilar Dellunde i Clavé 10. Uriel Bertran i Arrué 11. Oriol Amorós i March 12. Marina Llansana i Rosich 13. Josep Maria Freixanet i Mayans Girona 1. Pere Vigo i Sallent 2. Maria Mercè Roca i Perich 3. Carme Capdevila i Palau 4. Alfons Quera i Carré Lleida 1. Carmel Mòdol i Bresolí 2. Jordi Ausàs i Coll 3. Miquel Angel Estradé i Palau Tarragona 1. Ernest Benach i Pascual 2. Marta Cid i Pañella 3. Sergi de los Ríos i Martínez | Barcelona 1. Josep Piqué i Camps 2. Dolors Nadal i Aymerich 3. Mª Belén Pajares Ribas 4. Francesc Vendrell i Bayona 5. Dolors Montserrat i Culleré 6. Daniel Sirera i Bellés 7. Josep Llobet Navarro 8. Eva García Rodríguez 9. Mª Angeles Olano García 10. Rafael López Rueda 11. Santiago Rodríguez Serra Girona 1. Alicia Sánchez-Camacho Pérez Lleida 1. Jordi Montanya i Mías Tarragona 1. Rafael Luna Vivas 2. Juan Bertomeu Bertomeu | Barcelona 1. Joan Saura i Laporta 2. Elisabet Font Montanyà 3. Jordi Miralles Conte 4. Jaume Bosch i Mestres 5. Joan Boada i Masoliver 6. Maria Dolors Camats i Luis 7. Maria Dolors Clavell i Nadal Girona 1. Josep Lluís Postigo i Garcia Tarragona 1. Maria Dolors Comas d'Argemir i Cendra |